# Jimmy Wang Yu
Jimmy Wang Yu (chinesisch 王羽, Pinyin Wáng Yǔ, Jyutping Wong4 Jyu5; * 28. März 1943 als 王正權 / 王正权,  Wáng Zhèngquán, Jyutping Wong4 Zeng3kyun4 in Wuxi, Provinz Jiangsu, China; † 5. April 2022 in Taipeh), im Westen als Wang Yu, Jimmy Wang – selten auch Jimmy Wong – bekannt, war ein chinesischer Schauspieler, Regisseur und Filmproduzent, der durch die Genres Eastern und Martial Arts weltweit bekannt wurde. Er wirkte in über 80 Produktionen mit.

## Karriere
Vor seiner Schauspielerkarriere war Wang Soldat der Republik China und Schwimmsportler in Hongkong. 1963 ging er zum Studio Shaw Brothers; sein erster Film Der Tempel des roten Lotus kam 1965 heraus. Es folgten viele weitere Filme, meist mehrere pro Jahr, die teilweise in Deutschland synchronisiert wurden.
In den 1970er Jahren begann seine Tätigkeit als Regisseur, Produzent und Drehbuchautor. So entstand unter seiner Regie unter anderem Eine Faust wie ein Hammer (1971) und Die Todesbucht der Shaolin – bei beiden schrieb er auch das Drehbuch – sowie Das Todeslied des Shaolin (1977). In den 1980er Jahren war er dagegen kaum noch aktiv. Zu Beginn der 1990er Jahre folgten wieder mehrere Filme mit ihm als Darsteller sowie drei Filme, bei denen er als Produzent beteiligt war.

## Privat
Wang heiratete 1969 Schauspielerin Jeanette Lin Chui (林翠), die in den 1950er und 1960er Jahren einen hohen Bekanntheitsgrad im Hongkonger Film hatte. Die Ehe entpuppte sich für beide als turbulent. Unter Vorwürfen häuslicher Gewalt durch Wang zerbrach die Ehe 1975. Wang und Lin hatten drei Töchter: Tochter Linda Wong (王馨平) wurde in den 1990er Jahren eine beliebte Cantopop-Sängerin. Lin wanderte 1977 in die Vereinigten Staaten aus und starb 1995 an einem Asthmaanfall. 1978 heiratete Wang die Stewardess Wang Kaizhen (王凱貞), mit der er bis 1997 verheiratet war.
Im Jahr 2011 erlitt Wang einen Schlaganfall, der dazu führte, dass er einen Großteil seiner Kraft in der linken Körperhälfte verlor. Er arbeitete jedoch energisch in der Physiotherapie und übertraf sogar das vom Arzt empfohlene Tempo. Berichten zufolge hob er seinen Arm 1.000 Mal am Tag statt 200 Mal und ging dreimal die vorgeschlagene Strecke. Als Ergebnis seiner Bemühungen hat er einen Großteil seiner Geh- und Sprechfähigkeit wiedererlangt und kann seinen linken Arm heben, obwohl er seine volle Kraft nicht mehr nutzen konnte. Seitdem hat er versucht, ein möglichst normales Leben zu führen, und ist sogar zum Film zurückgekehrt. Er gab zu, sogar mit nur einem Arm zu seiner Physiotherapiesitzung gefahren zu sein, erklärte aber, dass seine Tochter dem ein Ende bereitete, als sie es herausfand und für ihn einen Fahrer einstellte.
Wang starb am 5. April 2022 an den Folgen eines Schlaganfalls.

## Filmografie als Schauspieler (Auswahl)
- 1965: Wang Yu – Der Tempel des roten Lotus (Temple of the Red Lotus)
- 1966: Mr. Kugelblitz schlägt zu (Asia-Pol)
- 1967: Das goldene Schwert des Königstigers (The One-Armed Swordsman)
- 1969: Die Rückkehr des Königstigers (Return of the One-Armed Swordsman)
- 1970: Wang Yu – Sein Schlag war tödlich (The Chinese Boxer)
- 1971: Zatoichi meets the One-Armed Swordsman
- 1971: Die Todespranke der gelben Katze (The Destroyer)
- 1972: Haruschi – das blanke Schwert der Rache (The Desperate Chase)
- 1972: Wang Yu – Eine Faust wie ein Hammer (One-Armed Boxer)
- 1972: Wang Yu – Der stählerne Todesschlag (Heroin and Karate)
- 1972: Wang Yu und die Söhne des Himmels (The Fury of King Boxer)
- 1972: Wang Yu kennt kein Erbarmen (Furios Slaughter)
- 1972: In der Gewalt des roten Drachen (The Invincible)
- 1972: Die Geisterreiter des Kwan Fu (Royal Fist)
- 1973: Kung Fu Mama (Shandong laoniang)
- 1973: The Fighter – Flucht ins Chaos
- 1973: Die Todesbucht der Shaolin (Beach of War Gods)
- 1973: Wang Yu – Der Karatebomber (Deadly Ironfist)
- 1973: Wang Yu – Härter als Granit (The Two Cavaliers)
- 1973: Wang Yu – Stärker als tausend Kamikaze (King of Boxers)
- 1974: Der Mann von Hongkong (The Man from Hong Kong)
- 1974: Die stahlharten Vier (Dragon Squad)
- 1975: Duell der Giganten (One-armed Boxer vs. the Flying Guillotine)
- 1976: Jackie Chan – Tiger der Todesarena (Killer Meteor)
- 1976: Der Foltergarten der gelben Schlange (One Armed against Nine Killers)
- 1976: Todeskommando Queensway (International Assassins)
- 1977: Der Silberspeer der Shaolin (The Deadly Silver Spear)
- 1977: Das Todeslied des Shaolin (Return of the Chinese Boxer)
- 1979: Angriff auf Ken-Men (The Battle of Guningtou)
- 1982: Fantasy Mission Force (Mai nei dak gung dui)
- 1984: 13 Kämpfer von Shanghai (Shanghai 13)
- 1985: Clash of the Professionals
- 1985: Shanghai Police – Die wüsteste Truppe der Welt (Millionaire´s Express)
- 1986: Police Story (Jingcha gushi)
- 1987: Ninja Invasion (Thundering Ninja)
- 1991: The Prisoner (Island on fire)
- 1992: Shogun and Little Kitchen
- 1993: Beheaded 1000
- 2002: Kung Pow: Enter the Fist
- 2011: Dragon (Wuxia, Wushu)
- 2011: Let's Go!
- 2012: The Guillotines (Xuedizi)
- 2013: Soul (Shihun)

## Filmografie als Regisseur
- 1970: Sein Schlag war tödlich
- 1971: The Brave and the Evil
- 1972: Eine Faust wie ein Hammer
- 1973: Die Todesbucht der Shaolin
- 1974: Die Stahlharten Vier
- 1975: Der Mann von Hongkong
- 1976: Duell der Giganten
- 1976: Tiger & Crane Fists
- 1976: The One Armed Swordsmen
- 1979: Das Todeslied des Shaolin

## Dokumentationen
- 1993: Film ohne Fesseln – Das neue Hongkong Kino
- 1994: Cinema of Vengeance
- 1995: Top Fighter 1 – Die größten Kämpfer aller Zeiten

## Auszeichnungen (Auswahl)
- 2013: Taipei Film Festival – Best Actor
- 2013: Pusan International Film Festival – Hand Printing
- 2014: New York Asian Film Festival – Star Asia Lifetime Achievement Award
- 2019: Golden Horse Film Festival – Lifetime Achievement Award

Quelle: Hong Kong Movie Database, Internet Movie Database

## Deutsche Synchronisation
Wang hatte in der BRD keinen festen Sprecher und wurde von diversen prominenten Stimmen synchronisiert. U.a. Arne Elsholtz (Mr. Kugelblitz), Rüdiger Bahr (Das Goldene Schwert des Königtigers), Elmar Wepper (Sein Schlag war tödlich, 1. Synchro), Nils Rieke (Sein Schlag war tödlich, 2. Synchro), Christian Brückner (In der Gewalt des roten Drachen), Tommi Piper (Eine Faust wie ein Hammer), Thomas Danneberg (Der Mann von Hongkong) und Reiner Schöne (Der Silberspeer der Shaolin).

## Trivia
- Eine Besonderheit sind seine zahlreichen Filme, in denen er einarmige Helden spielte und die heute zu seinen größten und in Europa auch bekanntesten Erfolgen zählen. Sein erster derartiger Film, The One-Armed Swordsman, war der erste Film, welcher in Hongkong mehr als eine Million Kinobesucher verzeichnen konnte. Wang gilt als einer der ersten Darsteller von Antihelden und war so Mitbegründer eines neuen Genres.
- Anders als viele seiner Kollegen war Wang kein voll ausgebildeter Kampfkünstler. Seine Erfahrung stammt zumeist aus Straßenkämpfen, in die er als Jugendlicher oft verwickelt war. Sein aggressiver und manchmal nicht perfekter Kampfstil ist bis heute eines seiner unverwechselbaren Merkmale.
- Wang wurde früh von dem Regisseur Chang Cheh entdeckt und eingesetzt, so wie auch viele seiner späteren Kollegen.